# 인민민주독재
인민민주독재(人民民主獨裁, 중국어 간체자: 人民民主专政, 정체자: 人民民主專政, 병음: Rénmín Mínzhǔ Zhuānzhèng)는 중화인민공화국 헌법에 포함된 용어이다.
1949년 7월에 당시 공산당 중앙위원회 주석인 마오쩌둥은 〈인민민주독재를 논(論)한다〉라는 논문을 발표하고,
1) 이로부터 수립되는 신정권은 인민민주독재의 국가이다.
2) 인민민주독재란 노동자 계급이 지도하는 노농동맹(勞農同盟)을 기초로 하는 통일전선의 정권이다.
3) 인민이란 현 계급에서는 노동자, 농민, 학생, 지식인의 4계급이다.
4) 반동파(反動派)란 제국주의의 앞잡이인 지주계급 관료부르주아지 및 그들을 대표하는 국민당 반동파와 그 앞잡이다.
5) 인민은 반동파에 대해서는 독재를 실행하고 그들을 억압하고 자유를 빼앗지만 인민 내부에서는 민주 제도를 실행한다.
라고 기술하였다.
인민민주독재는 실질적으로는 인민민주주의라고 할 수 있다.

## 같이 보기
- 프롤레타리아 독재
- 마르크스주의
- 마르크스-레닌주의
- 마오쩌둥 사상